# Wibatech Fuji/Saison 2016
Dieser Artikel listet Erfolge und Fahrer des Radsportteams Wibatech Fuji in der Saison 2016 auf.

## Erfolge in der UCI Europe Tour
| Datum    | Rennen                              | Kat. | Fahrer           |
| -------- | ----------------------------------- | ---- | ---------------- |
| 15. Mai  | Visegrad 4 Race – GP Czech Republic | 1.2  | Marek Rutkiewicz |
| 10. Juni | 1. Etappe Tour of Małopolska        | 2.2  | Dariusz Batek    |
| 12. Juni | 3. Etappe Tour of Małopolska        | 2.2  | Marek Rutkiewicz |

## Abgänge – Zugänge
| Zugänge             | Team 2015                   | Abgänge              | Team 2016 |
| ------------------- | --------------------------- | -------------------- | --------- |
| Marek Rutkiewicz    | CCC Sprandi Polkowice       | Pawel Samol          | Unbekannt |
| Błażej Janiaczyk    | Kolss-BDC Team              | Bartosz Pilis        | Unbekannt |
| Andrzej Bartkiewicz | Whistle Team Ziemia Brzeska | Wojciech Skarżyński  | Unbekannt |
| Michael Sprenger    |                             | Slawomir Janiszewski | Unbekannt |
|                     |                             | Wiktor Mrozek        | Unbekannt |

## Mannschaft
| Name                  | Geburtstag         | Nationalität |
| --------------------- | ------------------ | ------------ |
| Andrzej Bartkiewicz   | 24. Oktober 1991   | Polen        |
| Dariusz Batek         | 27. April 1986     | Polen        |
| Błażej Janiaczyk      | 27. Januar 1983    | Polen        |
| Sylwester Janiszewski | 24. Januar 1988    | Polen        |
| Piotr Jaromin         | 8. Juni 1994       | Polen        |
| Jacek Morajko         | 26. April 1981     | Polen        |
| Marek Rutkiewicz      | 8. Mai 1981        | Polen        |
| Przemyslaw Sobieraj   | 26. September 1991 | Polen        |
| Michael Sprenger      | 17. Mai 1995       | Österreich   |
| Dennis Wauch          | 8. Juni 1994       | Österreich   |
| Tobias Wauch          | 1. April 1995      | Österreich   |